# Reißt euch los, bedrängte Sinnen
Reißt euch los, bedrängte Sinnen (BWV 224) est une cantate de Johann Sebastian Bach composée à Leipzig en 1724 pour une occasion inconnue (peut-être le troisième dimanche après Pâques). L'auteur du texte est inconnu et il ne reste que 30 mesures d'une aria en ré mineur pour soprano.